# Stade Malien
Stade Malien este un club de fotbal și sport malian cu sediul în Bamako. Unul dintre cele două cluburi dominante ale fotbalului malian, terenurile de antrenament din estul Bamako găzduiesc și alte sporturi, inclusiv un club de baschet de succes.
Stade Malien de Bamako a fost fondat în 1960 ca urmare a unei fuziuni între Jeanne d'Arc și Espérance de Bamako. Doar a doua echipă după Djoliba AC din Bamako de mare succes, Stade Malien sunt primii lor rivali. Stade își joacă meciurile pe stadionul 26 Martie din centrul orașului, dar are sediul în periferia industrială a estului orașului, în cartierul Sotuba.
În 2006, a construit acolo o mare unitate de antrenament, unde se construiește un stadion complet. Aceasta este, de asemenea, baza cluburilor de tineret și dezvoltare ale Stade Malien. U-17, în special, a avut succes la nivel internațional, după ce a participat la Campionatele Cluburilor Under 17 din Spania în 2007..

## Istorie
Stade Malien a moștenit o mare parte din istoria Jeanne d'Arc du Soudan, fondată în 1938 de doi franco-africani și de misionarul Révérend Père Bouvier. Numele a fost împrumutat de la Jeanne d'Arc Dakar, iar uniformele albe de la Părinții Albi, pe care Stade le păstrează. JA du Soudan a fost unul dintre cele mai de succes cluburi din perioada pre-independenței, câștigând Cupa AOF în 1953 și 1956 și ajungând în finală în 1951 și 1959 (ultima jucată). Au ajuns în finala „Coupe du Soudan” de 6 ori, câștigând patru ani (1950, 1951, 1952, 1955) și pierzând de 2 ori (1947, 1948). Printre cei mai mari rivali ai lor s-a numărat „Africa Sport” din Bamako, care a devenit Djoliba AC în 1960. Cei mai renumiți jucători ai JA au fost Mamadou „Coulou” Coulibaly, Seydou Ndaw, Seydou Thiam, Cheick Oumar Diallo, Bacoroba „Baco” Touré și Oumar Sy.
Espérance de Bamako a fost fondată în 1958 ca un club de tineret studențesc, supervizat de Fernand Diarra și condus de tânărul căpitan Bakary Samaké.
La independență, cele două cluburi Bamako s-au contopit, pentru a deveni Stade Malian de Bamako în 1960. În prima Cupă Maliană, Stade și Djoliba au ajuns în finala celor două meciuri în 1961. La 3-3 după primul meci, Stade a câștigat cupa cu 2 –1 în al doilea meci.
Stade a ajuns în prima finală a Cupei Ligii Campionilor a Africii în 1964–65. La 30 februarie 1965, Stade a pierdut cu 2–1 în fața lui Oryx Douala care a jucat la Kumasi Ghana, dar este amintit pentru marele joc al fundașului vedetă Souleymane „Solo” Coulibaly. Alți jucători faimoși pentru Blancs au fost Yacouba Samabaly, Bakary Samaké, Sama Bass și antrenorul Oumar Sy. Marele Salif Keita a apărut pe scurt pentru club.
În timpul dictaturii militare a lui Moussa Traoré din 1968-1991, mulți fani ai Stade Malien au considerat că guvernul a favorizat pe nedrept Djoliba AC. Eroii acestei epoci includ Mamadou Kéita "Capi", Issa Yatassaye, Osumane Farota , Drissa Coulibaly, Abdoulaye Kaloga , Moussa "Gigla" Traoré.

Sigilui capitalei Bamako

Stade Malien a participat în finala cupei din 1970 și a câștigat al treilea titlu după ce a învins-o pe Kayésienne (acum parte a AS Sigui ) cu 10-0 și este cel mai mare rezultat final al cupei până în prezent.

### Scutul și culorile
Emblema clubului se bazează pe sigiliul orașului Bamako, cu trei crocodili. Echipa joacă în alb (de unde vine și porecla „les Blancs”) și albastru.

### Jeanne d'Arc FC
La sfârșitul sezonului 2006–07, un grup de suporteri ai Stade s-a desprins pentru a-și forma propriul club de fotbal, luând cu ei numele „Jeanne d'Arc”. Au format Jeanne d'Arc FC, care a concurat în fotbalul de divizie inferioară. În septembrie 2008, Jeanne d'Arc a devenit campioană a turneului de fotbal din liga a doua Grupa B, unul dintre cele două turnee regionale care promovează echipe în prima divizie maliană și va concura împotriva foștilor lor omologi în timpul sezonului 2008-2009.

## Referință
1. ↑  Google map view of Sotuba training facility.
2. ↑  Tournoi international des clubs des −17 ans : Stade malien, des satisfactions tout de même[nefuncțională]
 l'Essor n°16026 du – 2007-09-05
3. ↑  „Archived copy”. Arhivat din original la 24 noiembrie 2011. Accesat în 24 noiembrie 2011.
4. ↑  History section is based on LE STADE MALIEN DE BAMAKO (n.d.)[nefuncțională]
: club history, in French, taken from the official site.
5. ↑  Jeanne D'Arc FC sure for first division in Mali soccer league[nefuncțională]
, Afrique-Actualité/ Afrique en Ligne, Bamako – 16/09/2008

## Legături externe
- Unofficial site
- AfricaBasket.com: MALIAN MEN BASKETBALL MAIN PAGE